# Bonga (Etiopia)
Bonga è un centro abitato dell'Etiopia, situato nella Regione dei Popoli Etiopi del Sud-Ovest, che svolge anche la funzione di distretto e capitale di quest’ultima dal 23 novembre 2021. Situata nella zona di Keffa su una collina nell'alta valle di Barta, si trova a un'altitudine di 1.714 metri sul livello del mare.

## Geografia
La zona vicina è nota per sorgenti termali, grotte e cascate, nonché per le rovine del XIV secolo attribuite all'ex Regno di Kaffa. Come parte del vasto programma di costruzione di strade iniziato prima dell'invasione italiana, la “Ethiopian Transport Company” costruì un grande ponte d'acciaio a Bonga, mentre una strada non soggetta a limitazioni stagionali da Jimma a Bonga in direzione sud è stata completata solo intorno al 1962. La strada per Mizan Teferi e Tippi è stata migliorata nel 1966 dall'Autorità autostradale. La prefettura apostolica di Jimma-Bonga ha sede in questa città.
Secondo il “Bureau of Finance and Economic Development della SNNPR”, a partire dal 2003 i servizi di Bonga includono accesso telefonico e digitale, servizio postale, servizio elettrico 24 ore su 24, una banca e un ospedale, mentre la scuola superiore attira studenti da un'ampia area. La città è un centro per l'acquisto di miele, caffè e cardamomo.

## Storia
Si pensa che Bonga sia la città più antica della regione generale della provincia di Welega.
Il primo europeo noto ad aver visitato la capitale dell'ex Regno di Kaffa fu Antoine Thomson d'Abbadie, che risiedette per 11 giorni nel mercato riservato ai commercianti cristiani nel 1843. La residenza reale di Bonga non era elegante come quelle di Gomma, Gera e Limmu-Ennarea. I monaci cappuccini vi stabilirono una missione nel 1845 e scoprirono alcune chiese medievali che rimasero come prova della prima infiltrazione dell'influenza cristiana prima dell'invasione degli Oromo.
Quando Paul Soleillet visitò Bonga nel 1880, descrisse il suo commercio come principalmente composto da schiavi, caffè, olio di gatto zibetto, coriandolo e avorio, il fatturato era compreso tra 200.000 e 300.000 dollari all'anno. In seguito alla conquista di Kaffa da parte dei generali di Menelik II nel 1897, Bonga fu abbandonata e il governatore Ras Wolde Giyorgis fece della vicina Anderaccha la capitale.
Bonga fu occupata il 13 dicembre 1936 dagli italiani sotto il Generale Malta, che vi morì l'anno successivo il 30 maggio. Lui e il suo successore, il Colonnello Corrado rifondarono Bonga come centro amministrativo e commerciale locale per la produzione di caffè, pelli, cera, mais, tè, ecc. Nel 1938, c'erano circa 3.000 abitanti nella città, di cui circa 200 italiani, ed essa era dotata di un ufficio postale, un telegrafo, un ospedale, una farmacia e vari spacci. C'erano pochi resti delle prime costruzioni, mentre il nuovo insediamento era ben costruito in mattoni e tufo, coperto da piastrelle di argilla o ferro ondulato. I Generali Bortello e Tosti, comandanti delle forze italiane a sud del fiume Didessa, riconobbero la loro posizione debole e insieme a 2.850 soldati il 28 giugno 1941 si arresero al tenente colonnello britannico McNab, a capo dei fucilieri africani del Re.
Il servizio telefonico raggiunse Bonga tra il 1954 e il 1967.
Il 23 novembre 2021 è divenuta, a seguito di un referendum, la capitale della Regione dei Popoli Etiopi del Sud-Ovest.

## Società

### Evoluzione demografica
Secondo il censimento del 2007 condotto dalla CSA, questa città ha una popolazione totale di 20.858 abitanti, di cui 10.736 uomini e 10.122 donne. La maggior parte degli abitanti praticava il cristianesimo ortodosso etiope, con il 72,53% della popolazione che riportava questa convinzione. L'11,17% erano musulmani, il 9,85% erano protestanti e il 6,18% erano cattolici. Il censimento del 1994 ha riferito che aveva una popolazione totale di 10.851 abitanti, di cui 5.032 uomini e 5.819 donne.
Bonga ospita anche molti rifugiati Uduk dal Sudan del Sud.

## Economia

### Turismo
Nel 2009 sono iniziate le costruzioni per un Museo Nazionale del Caffè. Accanto al museo si trova la “ Riserva della Biosfera di Kafa” dove i visitatori possono conoscere la flora e la fauna della regione. La Riserva della Biosfera di Kafa è una Riserva della Biosfera dell'UNESCO dal 2010. È il luogo di nascita del caffè Arabico selvatico ed è molto ricco di biodiversità.